# Dimethylanilin
N,N-dimethylaniline(DMA) là 1 hợp chất hữu cơ, là dẫn xuất của anilin. Nó là 1 amin bậc III, gồm 1 nguyên tử nitơ gắn liền với 2 gốc methyl và 1 vòng benzen. Chất lỏng này nhờn,không màu khi tinh khiết nhưng các mẫu thương mại thì có màu vàng. Nó là tiền chất của một số hoá chất như tím pha lê hoặc Auramine O. 

## Chuẩn bị và phản ứng
DMA được tạo ra vào năm 1850 bởi nhà hoá học người Đức, A.W.Hoffmann,bằng cách đun nóng anilin và iodomethan.
Tuy nhiên, hiện nay chúng được sản xuất bằng cách cho methanol tác dụng với anilin:
C6H5NH2 + 2CH3OH -> C6H5N(CH3)2 + 2H2O
Tương tự, dimethyl ether cũng được sử dụng:
C6H5NH2 + (CH3)2O -> C6H5N(CH3)2 + H2O
Trong quá trình này, nước được hấp thụ và loại bỏ bằng NaOH khan.

## Ứng dụng
DMA là tiền chất của các loại thuốc nhuộm triarylmethan, vì dụ như tím pha lê hay xanh malachite.

## Cảnh báo
DMA là chất độc. Cần phải hết sức cẩn thận khi tiếp xúc.